# Pfittershof
Pfittershof ist ein Ortsteil der Gemeinde Altenthann im Oberpfälzer Landkreis Regensburg (Bayern).

## Geografische Lage
Die Einöde Pfittershof liegt in der Region Regensburg, ungefähr drei Kilometer nordwestlich von Altenthann.

## Geschichte
Pfittershof (auch: Pfisershof, Pfistershof) wurde 1387 erstmals schriftlich erwähnt, als Ruprecht, Pfalzgraf bei Rhein, an Ulrich Auer zu dem Schönberg einen Zehnt aus zwei Gütern in Pfittershof verlieh.
Pfittersölde – eine Sölde, die zu Pfittershof gehörte – wurde 1498 als Zubehör zu Lichtenwald und 1560 im Stiftbuch von Adlmannstein aufgeführt. 1582 wurde Pfittershof als zu Lichtenwald gehörig bezeichnet. Der Ort war im 16. Jahrhundert zu Erbrecht verliehen, während die Pfittersölde noch zu Freistiftrecht ausgegeben war.
Die Hofmark Lichtenwald weist 1610 nur noch den Pfittershof (nicht mehr die Pfittersölde) auf, der als einschichtig bezeichnet und 1671 vom Landgericht Donaustauf eingezogen wurde.
Zum Stichtag 23. März 1913 (Osterfest) gehörte Pfittershof zur Pfarrei Wenzenbach und hatte ein Haus und sieben Einwohner.
Am 31. Dezember 1990 hatte Pfittershof fünf Einwohner und gehörte zur Pfarrei Altenthann.